# ラングレー (CVL-27)
ラングレー (英語: USS Langley, CVL-27) は、アメリカ海軍の航空母艦。インディペンデンス級の6番艦。艦名は、サミュエル・ラングレーに因む。アメリカ海軍最初の航空母艦で、太平洋戦争初期に撃沈された「ラングレー」の名を受け継いだ。
1943年8月の就役後、「ラングレー」はギルバート・マーシャル諸島の戦い、マリアナ・パラオ諸島の戦い（マリアナ沖海戦）、フィリピン攻略戦（レイテ沖海戦）、沖縄戦（坊ノ岬沖海戦）などに参加した。第二次世界大戦終結後、フランス海軍に供与されて「ラファイエット (La Fayette, R96) 」と改名された。

## 艦歴
「ラングレー」はニュージャージー州カムデンのニューヨーク造船所で建造された。当初はクリーブランド級軽巡洋艦の「ファーゴ (USS Fargo, CL-85)」として発注されたが、1942年4月の起工時までに軽巡洋艦の船体と機関を流用した航空母艦へと変更された。
艦名も当初はアメリカ独立戦争での古戦場「クラウン・ポイント砦」（Battle of Crown Point）に由来する「クラウン・ポイント (USS Crown Point) 」だったが、戦闘機輸送作戦中にジャワ島南方で撃沈された初代「ラングレー」の艦名を襲名する形で、11月13日付で「ラングレー」と改称される。
1943年5月22日、進水した。8月に初代艦長W. M. ディロン大佐の指揮のもと就役し、同年末に太平洋戦線に配備される。

### 1944年 - 1945年

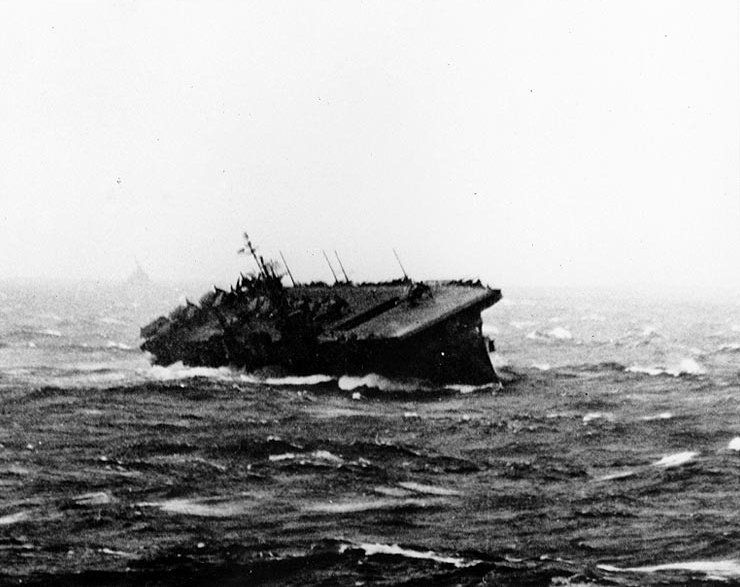
コブラ台風に翻弄される「ラングレー」（1944年12月18日）

新「ラングレー」は、初陣として1944年1月から2月にかけて、エニウェトクの戦いなどマーシャル諸島攻略作戦に参加した。続く四ヶ月にわたって第58任務部隊（マーク・ミッチャー少将）の一翼を担う。「ラングレー」の艦載機は太平洋中部とニューギニア西部の日本軍基地への攻撃を行った。
6月19日と20日のマリアナ沖海戦（連合国呼称、フィリピン海海戦）には、W. K. ハリル (William K. Harrill) 少将が指揮する第58.4任務群の一艦として参加している（マリアナ沖海戦、両軍戦闘序列）。小沢機動部隊と対決し、第58任務部隊は勝利した。
「ラングレー」は8月から9月のパラオ攻略支援とフィリピン攻撃、10月からの台湾、沖縄大空襲に参加（台湾沖航空戦）。10月中旬以降はフィリピン攻略作戦に参加した。10月23日から26日にかけてのレイテ沖海戦には、フレデリック・C・シャーマン少将が指揮する第38.3任務群（第38機動部隊第3群）に属して参加した。この海戦が始まった時の第38.3任務群は、大型空母2隻（レキシントン、エセックス）、軽空母2隻（ラングレー、プリンストン）、サウスダコタ級戦艦2隻（サウスダコタ、マサチューセッツ）、巡洋艦や駆逐艦部隊で編成されていた（レイテ沖海戦、両軍戦闘序列）。第38任務部隊（ミッチャー提督）の旗艦は「レキシントン (USS Lexington, CV-16) 」で、第38.3任務群（シャーマン提督）の旗艦が「エセックス (USS Essex, CV-9) 」だった。
10月24日、小沢機動部隊や第二航空艦隊（基地航空部隊）の攻撃隊が第38任務部隊を攻撃した。その中でも、最も陸地に近い位置にいた第38.3任務部隊が目標にされた。各艦は艦上戦闘機を発進させて日本軍機を邀撃する。「ラングレー」のF6Fは、少なくとも敵機5機を撃墜した。だが第38.3任務群も無傷ではいられなかった。姉妹艦「プリンストン (USS Princeton, CVL-23) 」が艦上爆撃機「彗星」の爆撃を受ける。火災を鎮火できず、誘爆で救援作業中の軽巡「バーミンガム (USS Birmingham, CL-62) 」が大破した末に、「プリンストン」は雷撃処分された。
日本軍機の空襲を撃退する一方、第38任務部隊の攻撃隊も栗田艦隊（第一遊撃部隊）に空襲を敢行し、戦艦「武蔵」を撃沈し、数隻に被害を与えた。
10月25日、第38任務部隊の攻撃隊は小沢機動部隊を捕捉し、エンガノ岬沖海戦がはじまった。空襲と水上艦艇の追撃により、アメリカ側は第三航空戦隊の空母4隻などを撃沈する。第38任務部隊の第三次攻撃隊に所属していたレキシントン隊とラングレー隊は、歴戦の空母「瑞鶴」を雷撃して撃沈した。
11月から12月にかけても、引き続きフィリピン攻撃の支援を行った。第38任務部隊は多号作戦にともなうルソン島やレイテ島の空襲で多数の日本海軍艦艇を撃沈し、マニラ湾に停泊していた重巡「那智」、ルソン島沿岸に潜んでいた重巡「熊野」も始末した。
12月18日に遭遇したコブラ台風により、「ラングレー」の船体は左右に35度傾くなどしたものの、幸い被害はなかった。1945年1月から2月にかけては第3艦隊（ウィリアム・ハルゼー大将）および第5艦隊（レイモンド・スプルーアンス大将）の一部として1月に南シナ海でグラティテュード作戦に従事、2月以降は日本本土および硫黄島への攻撃を行う。
3月下旬以降、空母4隻（ヨークタウン、イントレピッド、ラングレー、インディペンデンス）を基幹とする第58.4任務群は沖縄戦に参加した。4月上旬には第二艦隊の戦艦「大和」や第二水雷戦隊に対しての攻撃に参加（坊ノ岬沖海戦）。
「ラングレー」は6月から7月にかけて本国でオーバーホールを行い、8月の終戦時には太平洋上にあった。

### 戦後
「ラングレー」は戦後、復員兵帰還のマジック・カーペット作戦に従事し太平洋から帰還後1945年11月から1946年1月まで大西洋で同様の任務を行った。その後フィラデルフィアで不活性化が行われ、1947年2月に予備役となった。1951年初めにモスボール化が解かれ、相互防衛援助計画の下のフランスに移管される。
「ラングレー」はフランス海軍では「ラファイエット (La Fayette, R96) 」として就役した。この艦名は、アメリカが接収したフランスの豪華客船「ノルマンディー」を、アメリカ海軍が徴用、空母(日本側の観測であり実際は兵員輸送船)へ改造した時の艦名である。
「クレマンソー」就役後の1963年にアメリカに返還され、翌年スクラップとして売却された。
「ラングレー」は第二次世界大戦の戦功で9つの従軍星章を受章した

### 注
1. 1 2  第二次世界大戦勃発前、先代「ラングレー」は飛行甲板の一部を撤去して水上機母艦 (USS Langley, AV-3) になった[8]あと、アジア艦隊（英語版）に配備されて太平洋戦争勃発を迎えた[9]。
2. ↑  第38任務部隊攻撃隊は武蔵を撃沈した他、重巡「妙高」を脱落させた[25]。他に戦艦2隻（大和、長門）、巡洋艦2隻（利根、矢矧）、駆逐艦「浜風」などが小破した。
3. ↑  空襲により空母3隻（瑞鶴、瑞鳳、千歳）と駆逐艦「秋月」が沈没した[28]。デュボース隊の追撃で空母「千代田」と駆逐艦「初月」が沈没した[29][30]。潜水艦「ジャラオ (USS Jallao, SS-368) 」の雷撃で軽巡「多摩」が沈没した[31]。
4. ↑  フレデリック・C・シャーマン提督が率いる第38.3任務群は、空母4隻（タイコンデロガ、エセックス、ラングレー、サン・ジャシント）、戦艦2隻（ワシントン、ノースカロライナ、巡洋艦4隻、駆逐艦部隊であった。
5. ↑  高速空母機動部隊をミッチャー提督が指揮する（沖縄戦、海軍部隊戦闘序列）。その隷下にあってラドフォード提督が率いる第58.4任務群は、艦隊型空母2隻（ヨークタウン、イントレピッド）、軽空母2隻（ラングレー、インディペンデンス）、アイオワ級戦艦3隻、アラスカ級大型巡洋艦2隻、巡洋艦4隻、フレッチャー級駆逐艦17隻という編成だった。
6. ↑  姉妹艦の空母「ベロー・ウッド (USS Belleau Wood, CVL-24) 」もフランス海軍に移管され、「ボア・ベロー (Bois Belleau, R97) 」と改名された。
7. ↑  【ニューヨーク十日ISS】[38]　華やかな日の消え失せて疲れ果てた美人の如く、元フランス豪華客船ノルマンデー號は猛火のため船内を燒失したまゝ今朝左舷を傾けてゐる、昨日午後就働者のアセチリン炬火から引火して火災を生じたもので、調査官は怠業ではないと判決した、第三海軍區司令官アドルフアス・アンドリュース少将は"吾々の調査は何等怠業を示唆してゐない"と述べた、（六千萬弗のフランス豪華船ノルマンデー號は一九三九年の歐洲戰爭勃發當時ニューヨーク港内に碇泊中であつた、最近ハドソン河に移され米國これを接収してラフヱツト號と改名、飛行機母艦に改装中と傳へられてゐた）（記事おわり）
8. ↑  「ラファイエット（旧ノルマンディー）」は[39]、1942年2月9日の火災事故により転覆[40]、浮揚されたが[41]、1946年に解体された。